# 丸山 (長崎市)

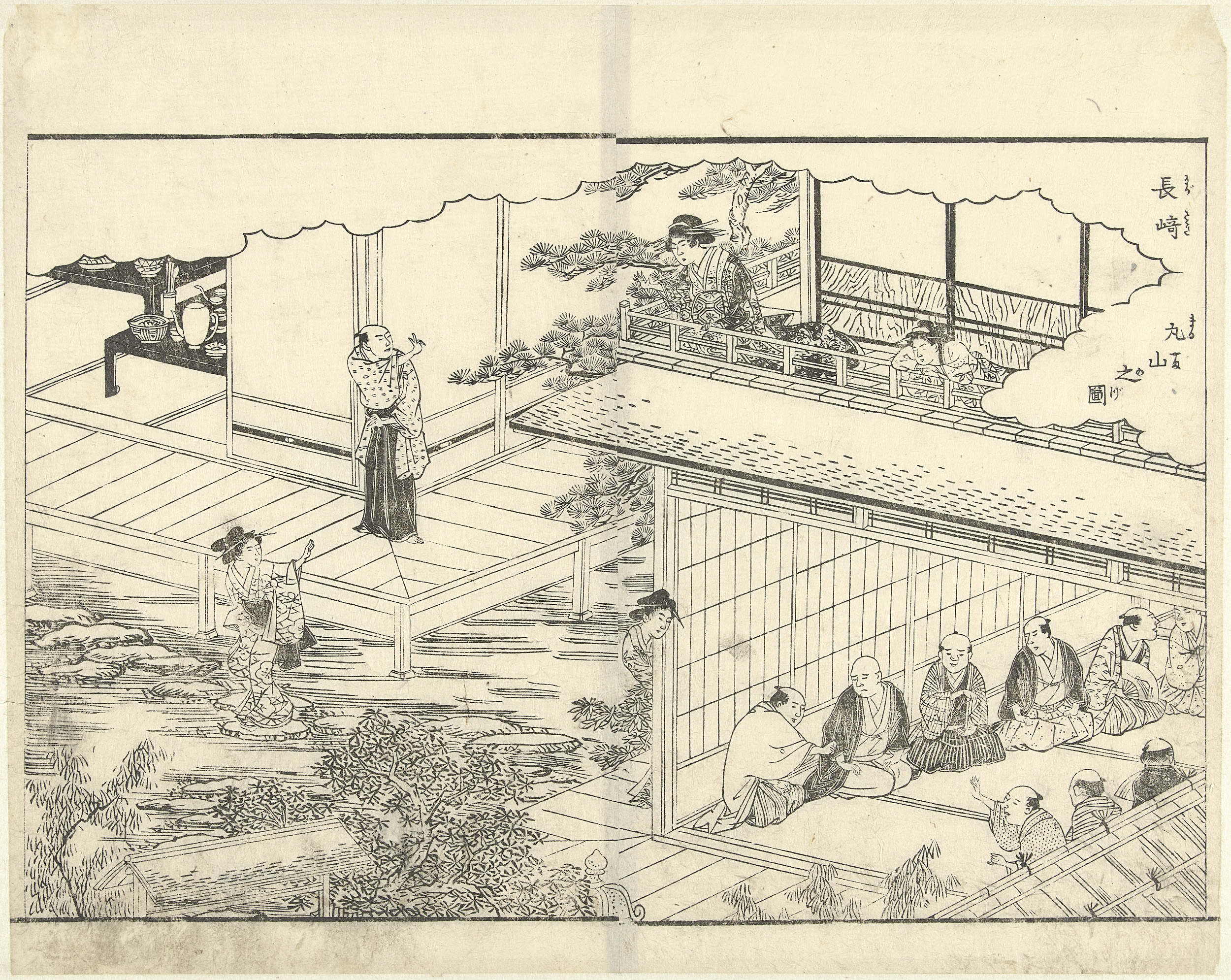
「長崎　丸山の図」勝川春亭画。

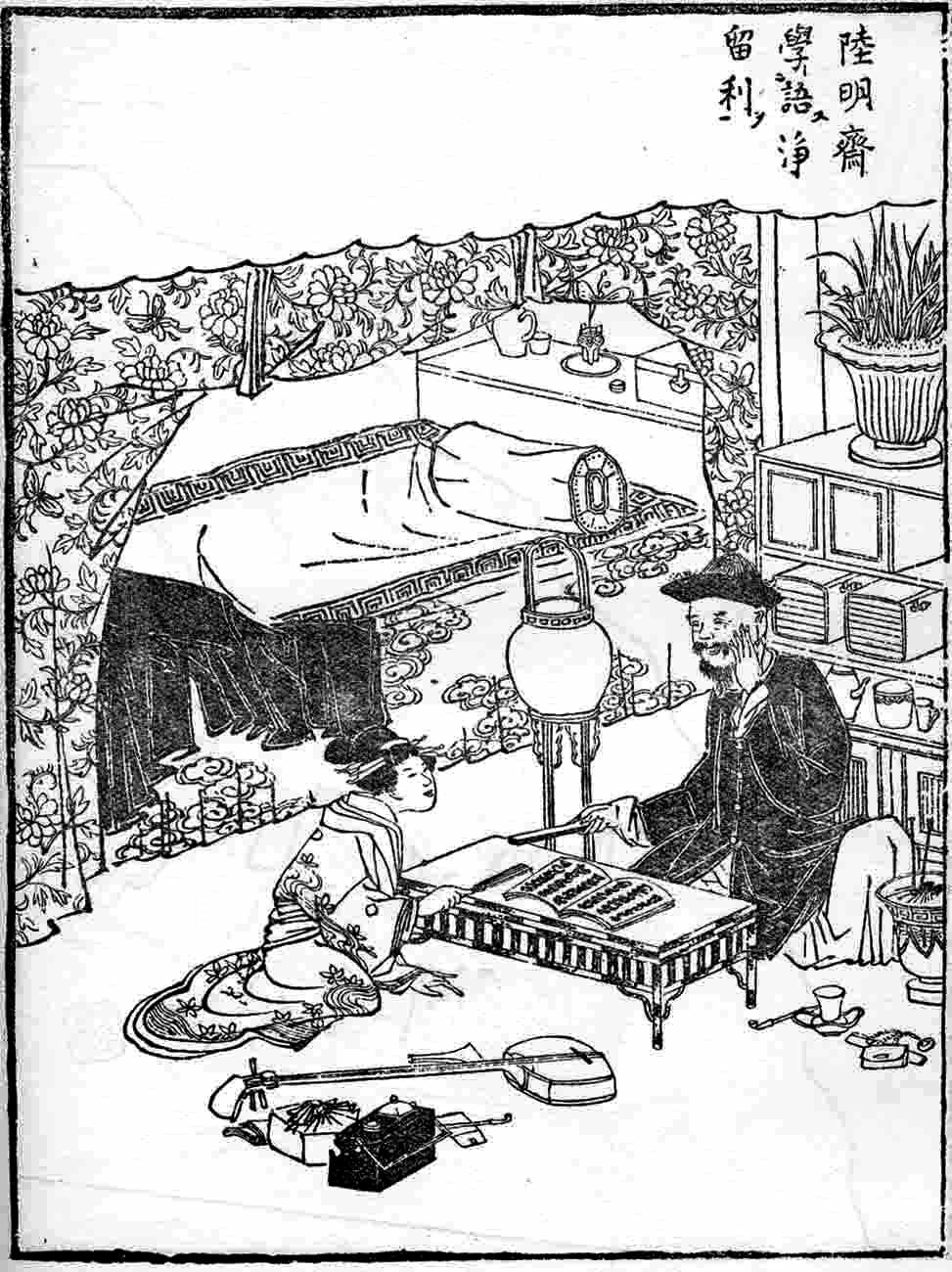
唐人に浄瑠璃を教える丸山遊女

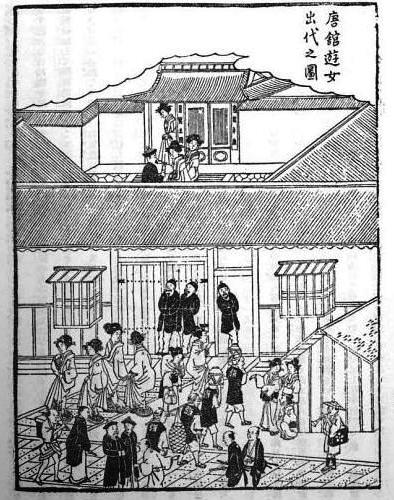
唐館に出入りする丸山遊女

丸山（まるやま）は、寛永末 - 1956年（昭和31年）の間に栄えた長崎の花街（遊女・芸者などの集まる街）。現在の長崎県長崎市丸山町・寄合町のことを指す。鎖国令によりオランダ商館と同様に寛永18年（1641年）、平戸の丸山から名称と共に移設された。

## 始まりと終わり
寛永末頃の集娼制度設立により、寛永19年（1642年）に市中の遊女屋が全て丸山の地に集められたのが始まりである。外国人を対象とした遊郭としては当時唯一のものであり、丸山遊女のみが唐人屋敷や出島に出入りすることを許されていた。後にその区域も整備され町名も太夫町から丸山町・寄合町に変更された。1956年の売春防止法公布により遊廓としての丸山は終焉した。
その始めは文禄2年（1593年）、筑前博多の花街、柳町の若干の遊女を古町、桶屋町、今博多町に移住させたことである。その数は次第に増え、博多町、大井手町、紙屋町、古町、八幡町、伊勢町などに散在していたが、寛永19年（1642年）に丸山町、寄合町にひきまとめた。延宝版「長崎土産」には「丸山町遊女屋五十九軒遊女三百三十五人内太夫六十九人、寄合町遊女屋四十四軒遊女四百三十一人内太夫五十八人」とある。
元禄ころの状況を伝えるケンペルの紀行には「長崎の丸山は京の嶋原以外では、他に見られぬ艶麗を表現している」とあり、花月楼の鶴の枕は、唐の玄宗皇帝の楊貴妃の遺物であると伝わり、遊女の服装が華やかだったことは、小唄「京の女郎に長崎衣裳、江戸の意気地にはればれと、大坂の揚屋で遊びたい」とあるほどで、井原西鶴の「日本永代蔵」には「長崎に丸山と云ふ所なくば、上方の金銭無事に帰宅すべし」とさえ評された。
現在でも、長崎花柳界として「長崎検番」のもと、20人前後の芸妓達が健在である。
2009年5月に丸山公園内に坂本龍馬の銅像が建てられることが決定した。この計画はかつても存在したが、地元住民の反対で風頭山公園に建てられるよう計画変更されて以来である。
赤瀬浩は遊郭を「交易がもたらす富を地元に落とす装置」と形容している。

## 花街に由来する代表的建造物
- 玉泉稲荷
- 梅園身代り天満宮
- 花月（引田屋） - 寛永19年、讃岐国引田村出身の山口太左衛門が丸山随一といわれた「引田屋」を創業。文政元年、その中庭に茶屋として作られたのが花月である[3]。
- 中の茶屋
- 長崎検番

## 関連作品
- デアマンテ〜天領華闘牌〜 - 碧也ぴんく（WEBコミック「スピカ」にて連載中の漫画）
- 長崎は今日も雨だった - 1969年に内山田洋とクール・ファイブが発表した楽曲
- わげもん〜長崎通訳異聞〜 - 2022年、NHK土曜ドラマ